# Istoria Poloniei (1918-1939)

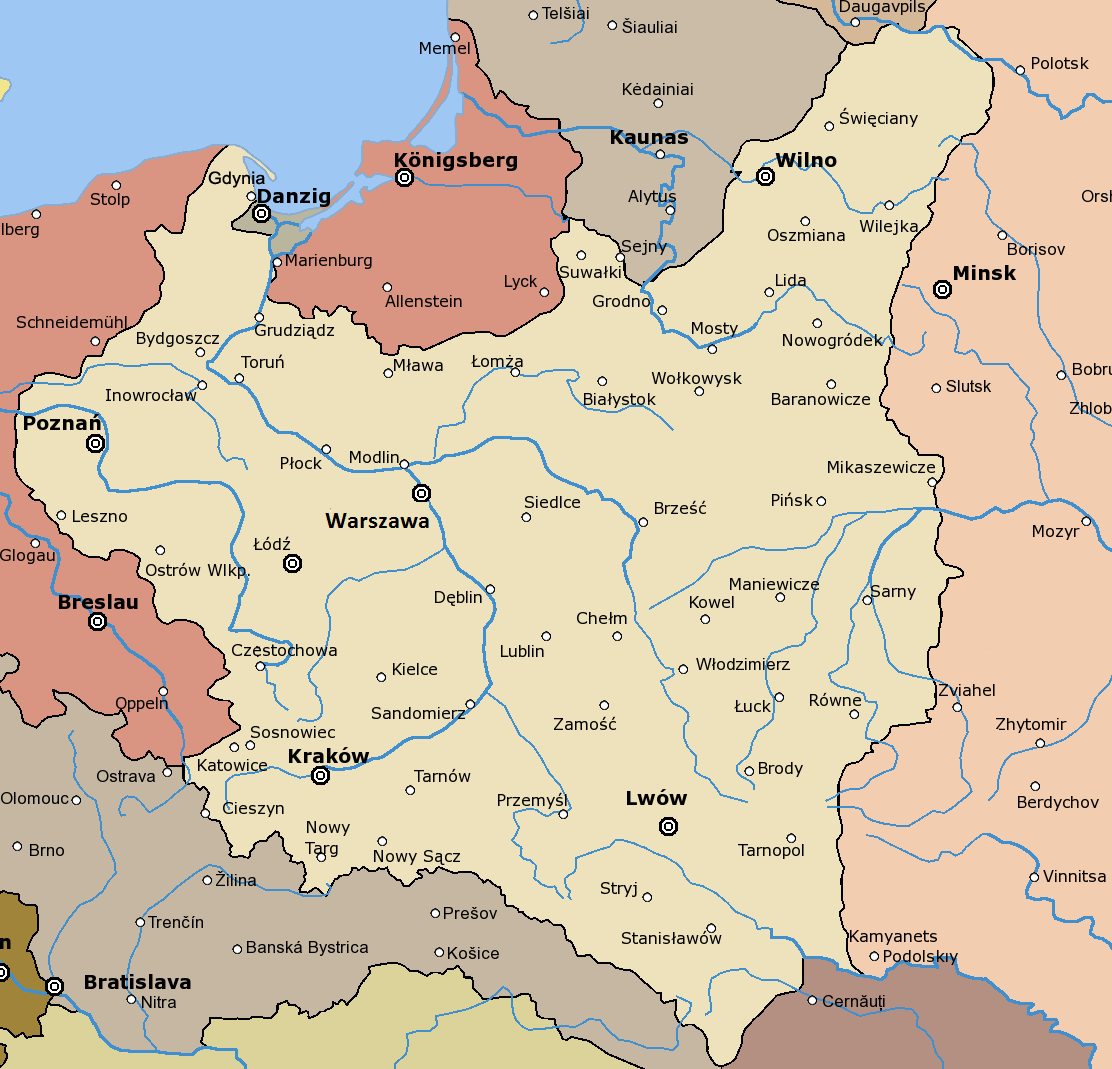
Graniţele Poloniei în 1921 (A doua Republică)

Istoria interbelică a Poloniei cuprinde perioada de la recreere a statului polonez independent, în 1918, până la invazia Poloniei  de către Germania nazistă și Uniunea Sovietică în 1939, la debutul celui de-al Doilea Război Mondial. Cele două decenii ale suveranității Poloniei între cele două războaie mondiale sunt cunoscute ca Perioada interbelică.
Polonia a reapărut în noiembrie 1918, după mai mult de un secol de împărțire teritorială de către Austro-Ungaria, Prusia și Imperiul Rus.  Independența sa a fost confirmată de puterile învingătoare prin Tratatul de la Versailles din iunie 1919,  și cea mai mare parte a teritoriului și-a câștigat-o într-o serie de războaie de frontieră pe care le-a purtat între anii 1918-1921. Frontierele finale ale celei de-a doua republici poloneze au fost recunoscute pe plan internațional în martie 1923. Scena politică poloneză a fost democratică, dar haotică până când Józef Piłsudski (1867-1935) a preluat puterea în mai 1926 și democrația s-a încheiat. Politica agrarianismului a dus la împroprietărirea țăranilor și țara a realizat o creștere economică semnificativă în perioada 1921-1939. O treime din populația țării era formată din minorități - ucraineni, evrei, bieloruși și germani - care erau ignorați de putere.

## Anii de formare (1918-1921)

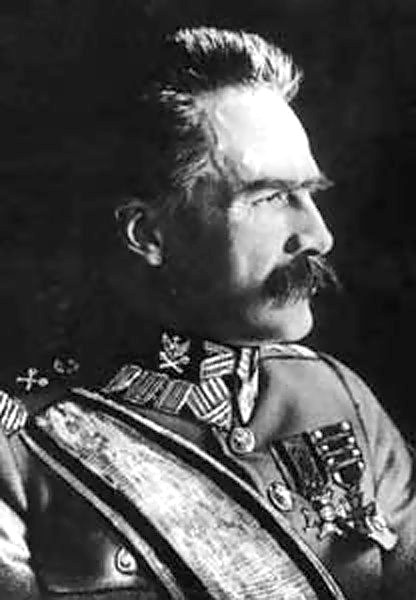
Józef Piłsudski

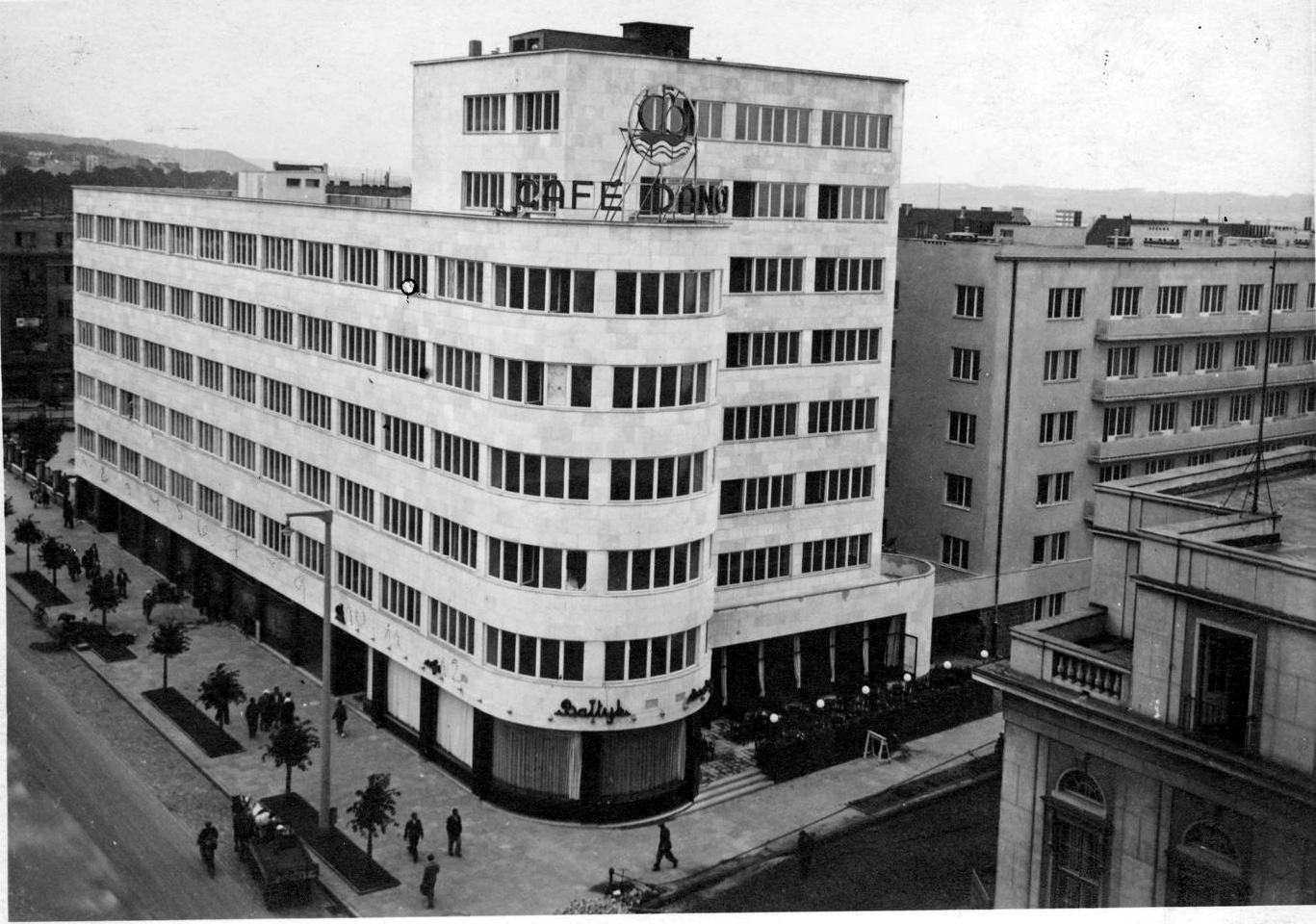
Gdynia 1938

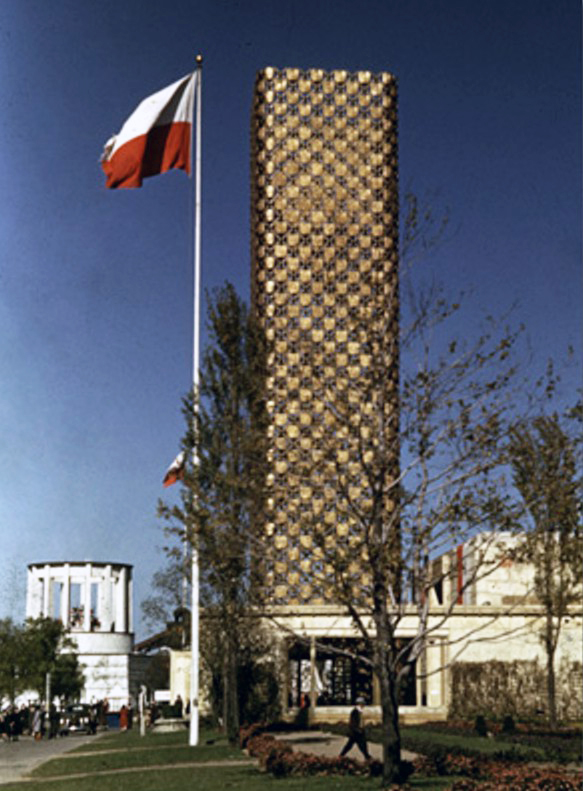
Polonia, New York City 1939

Independența Poloniei a fost promovată cu succes de Aliați la Paris de către Roman Dmowski și Ignacy Paderewski. Președintele american Woodrow Wilson a făcut independența Poloniei un obiectiv al războiului în cele „Paisprezece puncte”, iar acest obiectiv a fost aprobat de către aliați, în primăvara anului 1918. Ca parte a termenilor armistițiului impuse Germaniei era că toate forțele germane trebuiau să se retragă din Polonia și din alte zone ocupate. Astfel că la sfârșitul războiului, germanii l-au eliberat pe Piłsudski, din arest împreună cu alți prizonieri, care s-a întors la Varșovia.
În data de 11 noiembrie 1918 el a preluat controlul de la guvernul marionetă pe care germanii l-au înființat. Ignacy Daszyński a condus un guvernul polonez pe o durată scurtă  în Lublin din  6 noiembrie, dar Piłsudski a avut prestigiu copleșitor la acel moment. Daszyński și ceilalți lideri polonezi l-au recunoscut ca șef al armatei și conducătorul țării, care a devenit mai târziu Republica Polonă. Germania, acum învinsă, a urmat termenii armistițiului și și-a retras forțele armate. Paderewski a devenit primul prim-ministru (la începutul anului 1919) și Dmowsky a condus cel mai mare partid.
De la începuturile sale, Republica a purtat o serie de războaie pentru a-și asigura granițele. Națiunea a fost rurală și săracă, cele mai bogate zone erau în fostele zone germane în vestul țării. Industrializarea s-a făcut foarte încet, și a fost promovată la mijlocul anilor 1930, odată cu dezvoltarea Districtului Industrial Central.

## Polonia la Conferința de la Paris

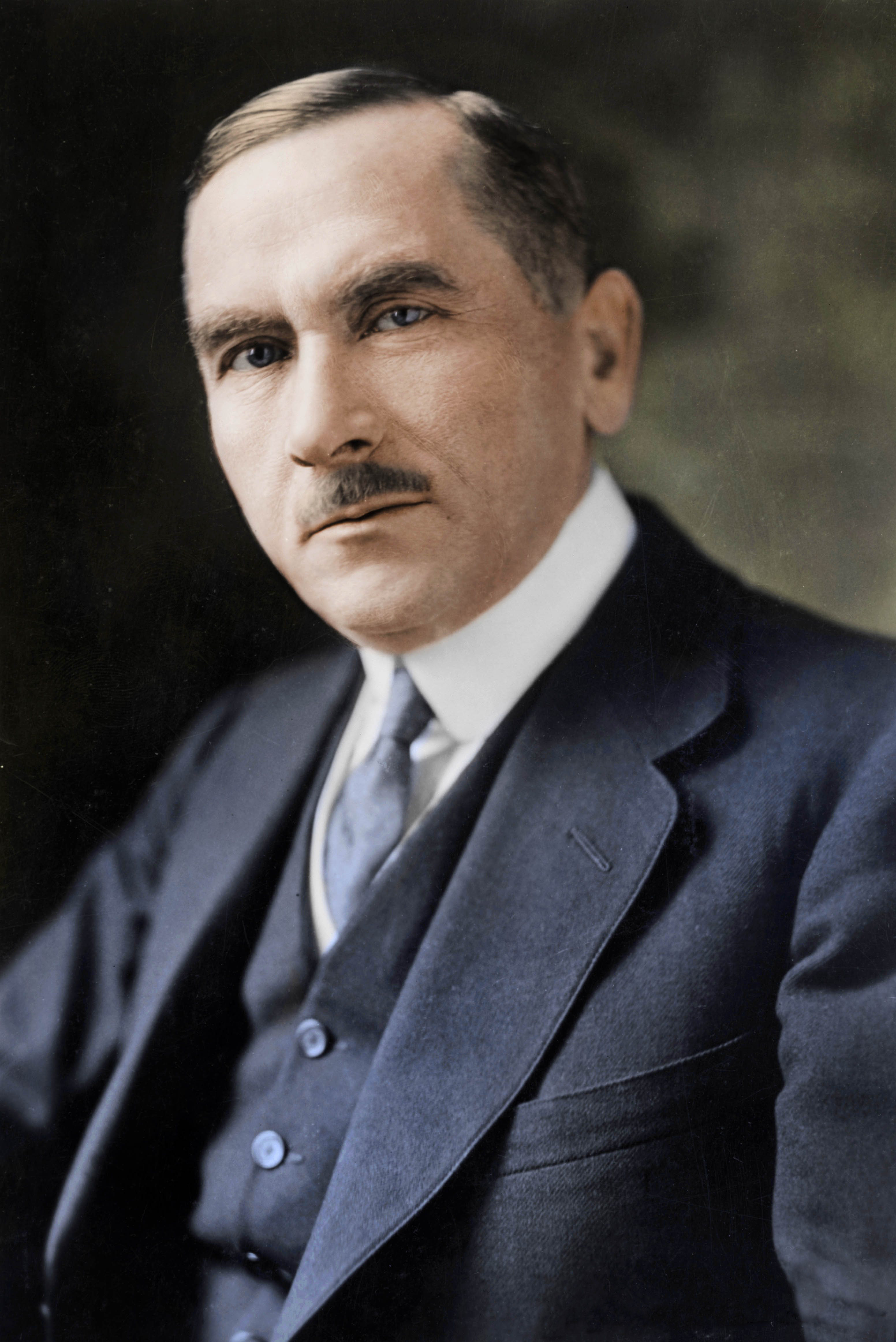
Roman Dmowski.

Noua-formată republică la Conferința de Pace de la Paris din 1919 era reprezentată de Roman Dmowski, Władysław Grabski și Ignacy Paderewski. Roman Dmowski în discursul său de cinci ore a pus problema frontierelor,problemelor interne și internaționale și a prezentat o serie de pretenții teritoriale împotriva foștilor opresori. Potrivit reprezentanților delegației poloneze Polonia ar trebui să aibă un teritoriu suficient de mare și o populație suficient de mare, pentru a putea să-și apere granițele atât est - împotriva Uniunii Sovietice -, precum și de la vest împotriva Germaniei.

## Granițele
Granița de vest

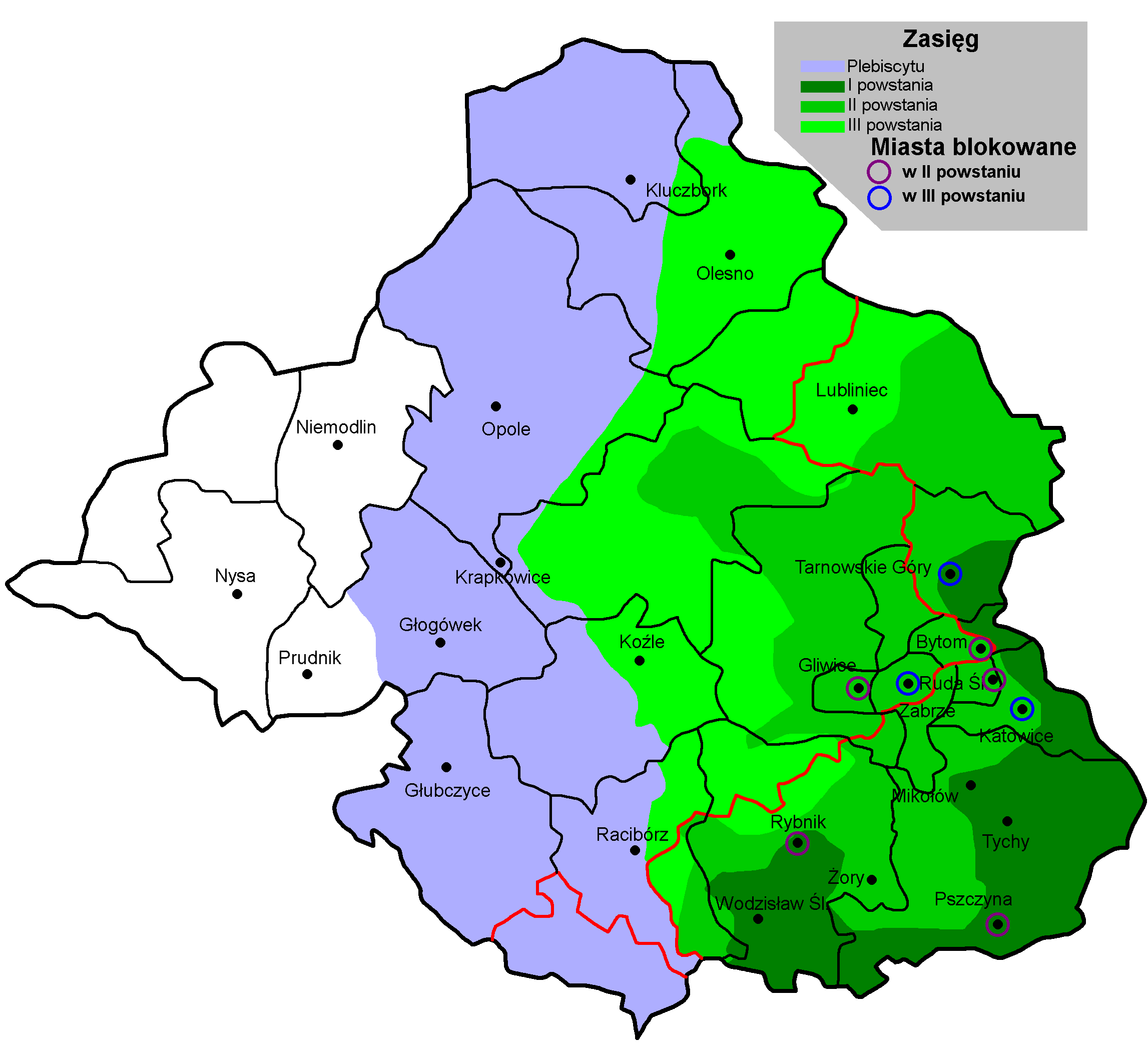
Harta celor trei revolte

Delegația a propus ca Polonia să includă teritoriile anexate de Prusia (Prusia de est), orașului german Königsberg care urma a fi plasată într-o uniune vamală cu Polonia precum și cele pe care cei care trăiesc în zonele respective simt că aparțin Poloniei, dar nu și cele ale căror compunere etnică (poloneză) a slăbit.
Germania amărâtă privea cu dușmănie orice pierdere teritorială în favoarea vecinului său de est.
Marea Revoltă Poloneză a eliberat Polonia Mare (istorie).
Tratatul de la Versailles  din 1919 a stabilit la frontierele germano-poloneze în regiunea Mării Baltice. Orașul-port din Gdańsk (germană: Danzig), cu o populație majoritară germană și minoritate poloneză  în urma unui plesbicit a fost declarat oraș liber, independent de Germania, și a devenit un măr al discordiei pentru zeci de ani.
Arbitrajul aliaților a împărțit zona industrială  și districtul minier din  Silezia extrem de râvnit cu compoziție etnică mixtă, între Germania și Polonia, Polonia primind în 1922 teritoriul cu dimensiunea mai mică, dar mai industrializată din est, după o serie de trei revolte.
Granița de est
În același timp, limitele exacte ale fostei Uniunea statală polono-lituaniană nu erau dorite, deși era menționat ca sacrificiu de deschidere de Roman Dmowski. O mare parte din acest teren a fost controlat de către Imperiul Rus, deoarece partițiile de Polonia și locuitorii săi se străduiau să-și creeze propriile lor state (cum ar fi de exemplu Ucraina, Belarus și Țările Baltice: Lituania, Letonia, Estonia). Conducerea poloneză nu a avut ca scop restabilirea națiunii conform granițelor sale din secolul al XVII-lea.
Existau diverse opinii în rândul politicienilor polonezi cu privire la cât de mult din teritoriu ar trebui să conțină noul stat polonez și ce formă ar trebui să ia. Józef Piłsudski a pledat pentru o federație democratică, poloneză condusă de state independente - în timp ce liderul mișcării Endecja(de factură național-democratică), Roman Dmowski reprezentat de Partidul Național Democrat avea în minte o Polonia mai compactă compusă din  teritorii locuite de etnici polonezi sau teritorii "polonizable", fiind de părere că o federație ar slăbi Republica..
Granița de sud
La sud-vest, Polonia și Cehoslovacia aveau disputele de teritoriale (vezi: Zaolzie).

## Conflicte armate și formarea statului
Conflictul militar s-a dovedit determinant pentru frontierele Poloniei în est, o zonă presărată  haotic de repercusiunile revoluției  și a războiului civil rus. Piłsudski și-a imaginat crearea unei federații cu restul Ucrainei (condusă de guvernul pro-polonez de la Kiev pe care l-a ajutat la putere) și Lituania, formând astfel o  Federație în Europa Centrală și de Est numit "Międzymorze" (literal "între mări").
Lenin, liderul de noului guvern comunist din Rusia, a văzut Polonia ca fiind podul peste care comunismul ar trece în clasa muncă a unei Germanii postbelice dezorganizate. Iar problema a fost mai complicată deoarece unele dintre regiunile de conflict și-au asumat diverse identități economice și politice de la împărțirea Poloniei în secolul al XVIII-lea, în timp ce unele nu aveau  majoritate etnică poloneză în primul rând au fost încă privite de polonezi ca regiunile istorice , deoarece aceștia și-au imaginat Polonia ca stat multietnic.
În cele din urmă, negocierile au eșuat, respingându-se ideea lui Pilsudski privind federația Międzymorze.
Având în vedere structura etnică neuniformă în A Doua Republică (doar 68,9% din populație erau etnici polonezi) aceasta a devenit o problemă generând conflicte și dispute.
Războiul polono-ucrainean
Războiul polono-ucrainean a început în noiembrie 1918
Revolta din Polonia Mare
Revolta a izbucnit la 27 decembrie 1918 în Poznan. Revolta a fost răspuns la demonstrațiile germane la care s-au incendiat steaguri poloneze și aliate. Negocierile cu populația germană au început odată cu sosirea lui Ignacy Paderewski - lider al Comitetului Național Polonez de la Paris. Revolta a durat până în 16 februarie 1919 și s-a încheiat cu un armistițiul la Trier. În conformitate cu termenii armistițiului și mai târziu Tratatul de la Versailles. Polonia a inclus aproape toată Polonia Mare.
Conflictul polono-cehoslovac
Conflictul polono-cehoslovac a a început la 23 ianuarie 1919, cu atacul asupra Sileziei. Inițial în Cieszyn Silezia a fost planificat plebiscit, dar în cele din urmă la 28 iulie 1920 litigiul s-a soluționat prin arbitrajul aliaților (Conferința Ambasadorilor). Polonia a primit 44% din teritoriu (1002 km² - 139.600 locuitori) și Cehoslovacia 1280 km², cu 295.200 locuitori. inclusiv 150.000  etnici polonezi. Conflicte minore în Spiš și Orava au durat până în 1925.
Conflictul polono-lituanian
Războaiele, cum ar fi Războiul polono-lituanian sau Războiul polono-ucrainean a decis granițele regiunii pentru următoarele două decenii.
Războiul cu Uniunea Sovietică
Războiul polono-sovietic, a început în 1919, a fost cel mai important dintre războaiele regionale. Piłsudski întâi a efectuat o lovitură militară majoră în Ucraina în 1920, iar în mai forțele polono-ucrainene a ajuns la Kiev. Doar în câteva săptămâni mai târziu, cu toate acestea, ofensiva poloneză a fost întâmpinată de o contra-ofensivă rusească, și forțele poloneze au fost obligați de către Armata Roșie să se retragă. Polonia a fost împinsă din Ucraina înapoi în limitele graniței poloneze. Majoritatea observatorilor din acele vremuri au crezut că Polonia se va bolșeviza și va dispare.
Cu toate acestea, în Bătălia de la Varșovia Piłsudski a organizat un contraatac uimitor, care a dus la o victorie faimoasă  Acest "Miracol pe Vistula" a devenit o victorie iconic în memoria poloneză. Piłsudski a reluat ofensiva, împingând Armata Roșie în est. În cele din urmă ambele părți, epuizate, la începutul anului 1921 au semnat un tratat de pace de compromis la Riga, împărțind teritoriile disputate din Belarus și Ucraina, între cele două părți combatante. Aceste achiziții teritoriale au fost recunoscute de un acord internațional încheiat cu Antanta. Tratatul a dat Poloniei frontierei de est și dincolo de ceea ce delegațiile de la Paris și-au pus în gând și a adăugat Poloniei o populație de 4.000.000 ucraineni, 2.000.000 de evrei, și 1.000.000 belaruși la populațiile minoritare ale Poloniei.

## De la democrație la guvern autoritar

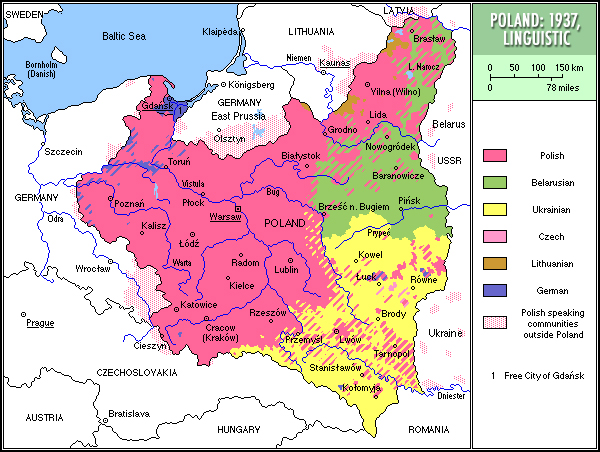
Minorităţile etnice în Polonia (după limbă), 1937

Renașterea Poloniei s-a confruntat cu o serie de provocări descurajatoare: pagube mari de război, o economie devastată, o populație cu o treime compusă din minorități naționale, o economie în mare parte sub controlul intereselor industriale germane, precum și necesitatea de a reintegra cele trei zone care au fost separate cu forța în timpul împărțirii Poloniei.
Viața politică formală Poloniei a început în 1921 cu adoptarea unei constituții, care a reproiectat Polonia după modelul celei de a Treia Republici Franceze, punând autoritatea în domeniile legislaturii în mâinile Sejmului.
Acest lucru a fost făcut pentru a-l preveni pe Piłsudski să se impună ca un dictator. 
Au apărut o multitudine de partide politice  din care au fost patru partide mari și zeci de partide mici. 
Aceste partide aveau diferite ideologii și baze electorale, și nu puteau ajunge la un consens  cu privire problemele majore.